# Buengas
 Buengas  es una comuna y también un municipio (Concelho de Buengas) de la provincia de Uíge, en el noroeste de Angola, región fronteriza con la República Democrática del Congo. 

## Geografía
El término tiene una extensión superficial de 2.875 km² y una población de 78.286 habitantes.
Linda al norte con el municipio de  Maquela de Zombo; 
al este con los de  Quimbele y de Milunga; 
al sur con el de Sanza Pombo; 
y al oeste con el de Damba.

## Comunas
Este municipio agrupa tres comunas:
- Buengas, sede (Nona Esperança/Buenga-Norte).[3]
- Quimbianda (Buenga Sul).[4]
- Camboso (Cuilo-Camboso).

## Historia
Durante la colonización portuguesa la localidad se denominaba Nueva Esperanza (Nova Esperança).